# Fonderie de Dommartin-le-Franc (usine du bas)
La fonderie de Dommartin-le-Franc est une ancienne usine sidérurgique, située en Haute-Marne.
Pour la distinguer de l'autre usine de la ville, elle est également désignée comme l'usine du bas.
Arrivée en possession de Louis Auguste Cousin de Chatillon en 1732 l'usine produit initialement des objets d'art (vases ornementaux, etc.), puis des cuisinières et quelques autres objets. À la fin du XXe siècle, le développement de nouvelles pièces artistiques ne compense pas l'effondrement du marché des cuisinières. En 1985, les descendants de Chatillon se séparent de l'usine, qui est finalement liquidée en 1993.
À la suite de la cessation de son activité, elle se transforme en Conservatoire des arts de la métallurgie. Ce nouveau lieu regroupe plusieurs outils dans la halle de coulée : des vestiges d'un haut-fourneau du XIXe siècle, une forge ancienne similaire à celle d'origine, ainsi qu'une presse d'emboutissage provenant d'une autre usine.

## Histoire

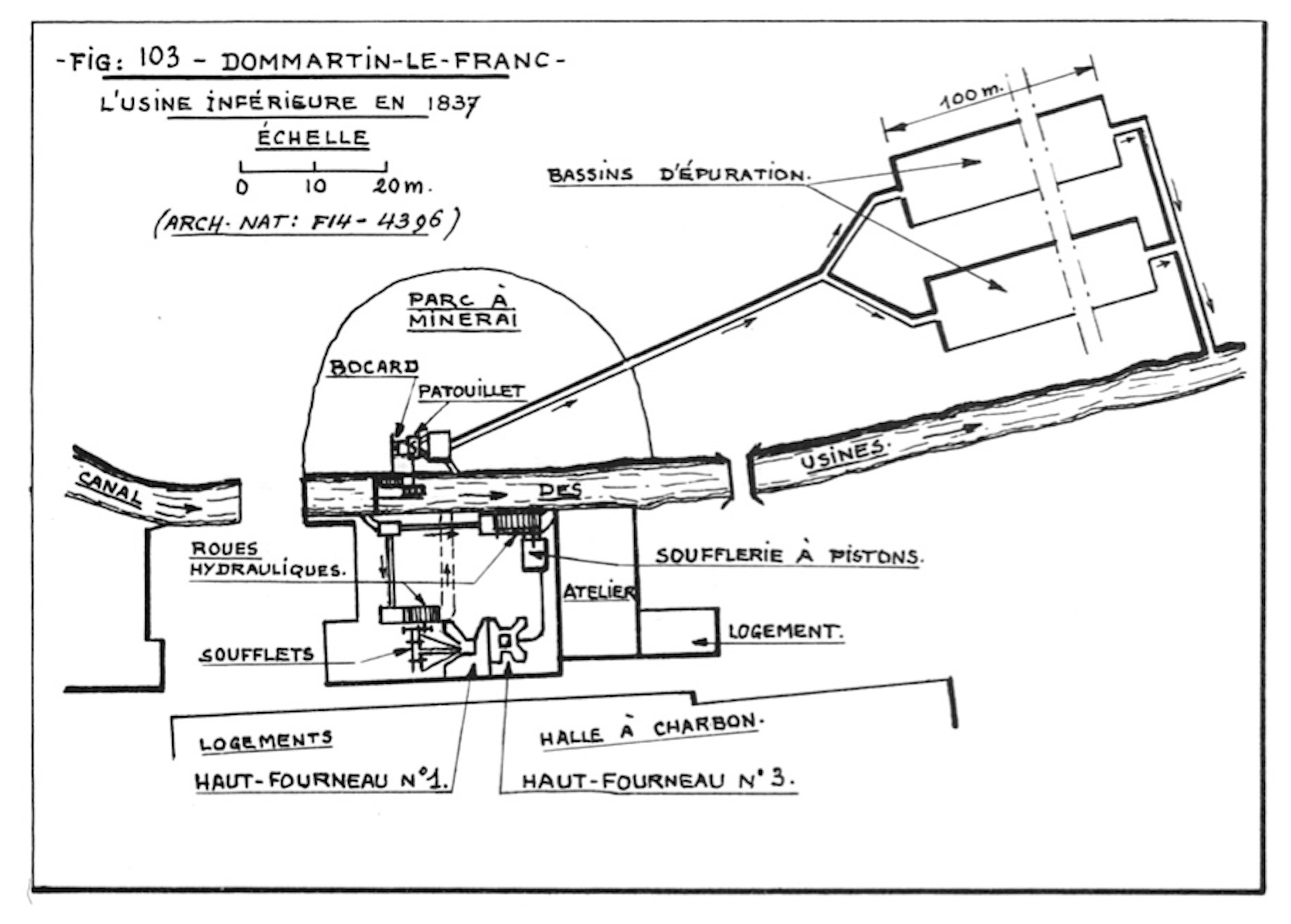

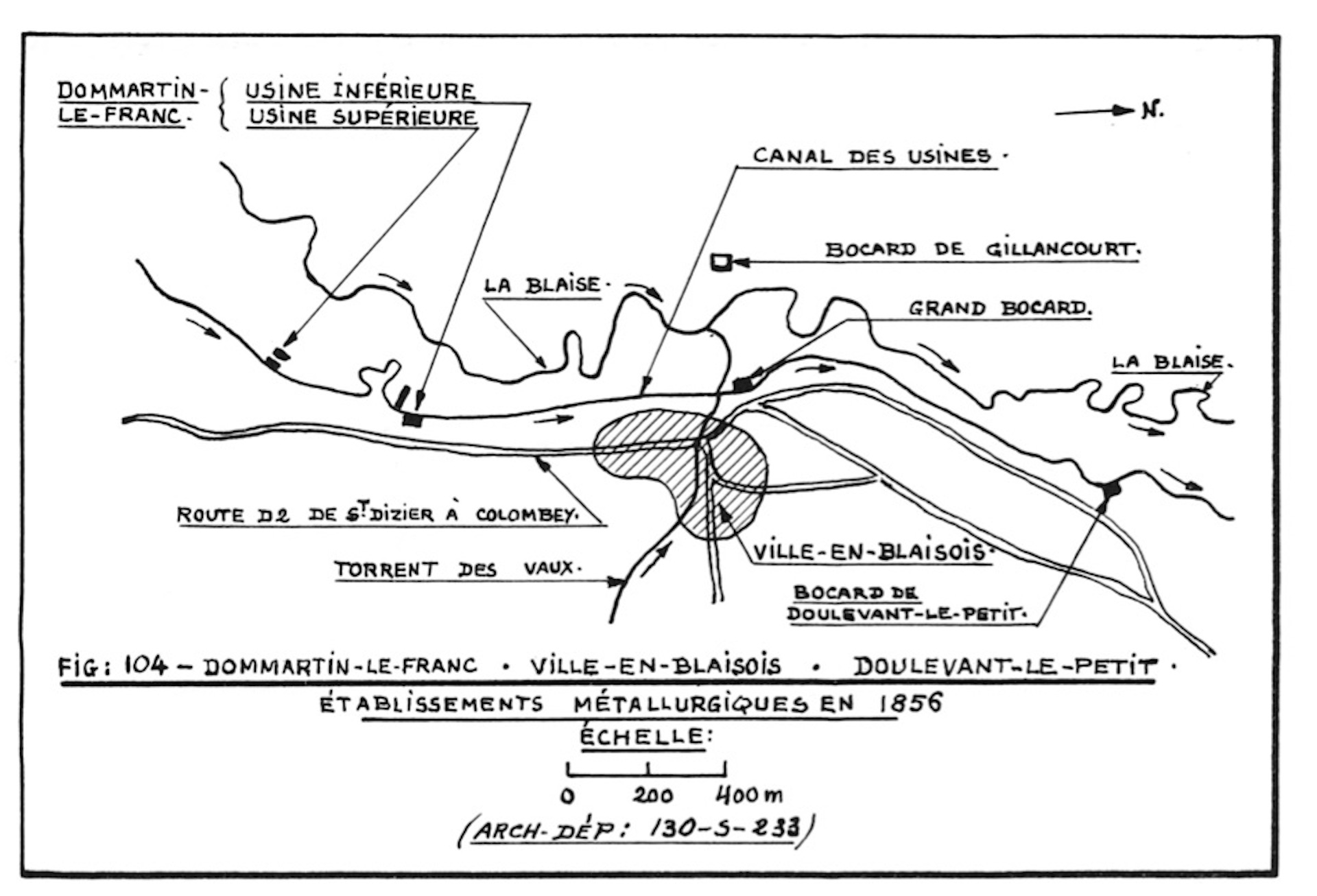

### Origines
Les premières traces écrites d’une activité métallurgique à Dommartin-le-Franc datent de 1264, au bord d’un canal qui actionnait déjà en 1190 des moulins à blé, puis à fer. Propriété des princes de Lorraine pendant des siècles, elle échoit à Louis Auguste Cousin de Chatillon en 1732. L’usine restera dans la même famille jusqu’en 1985.

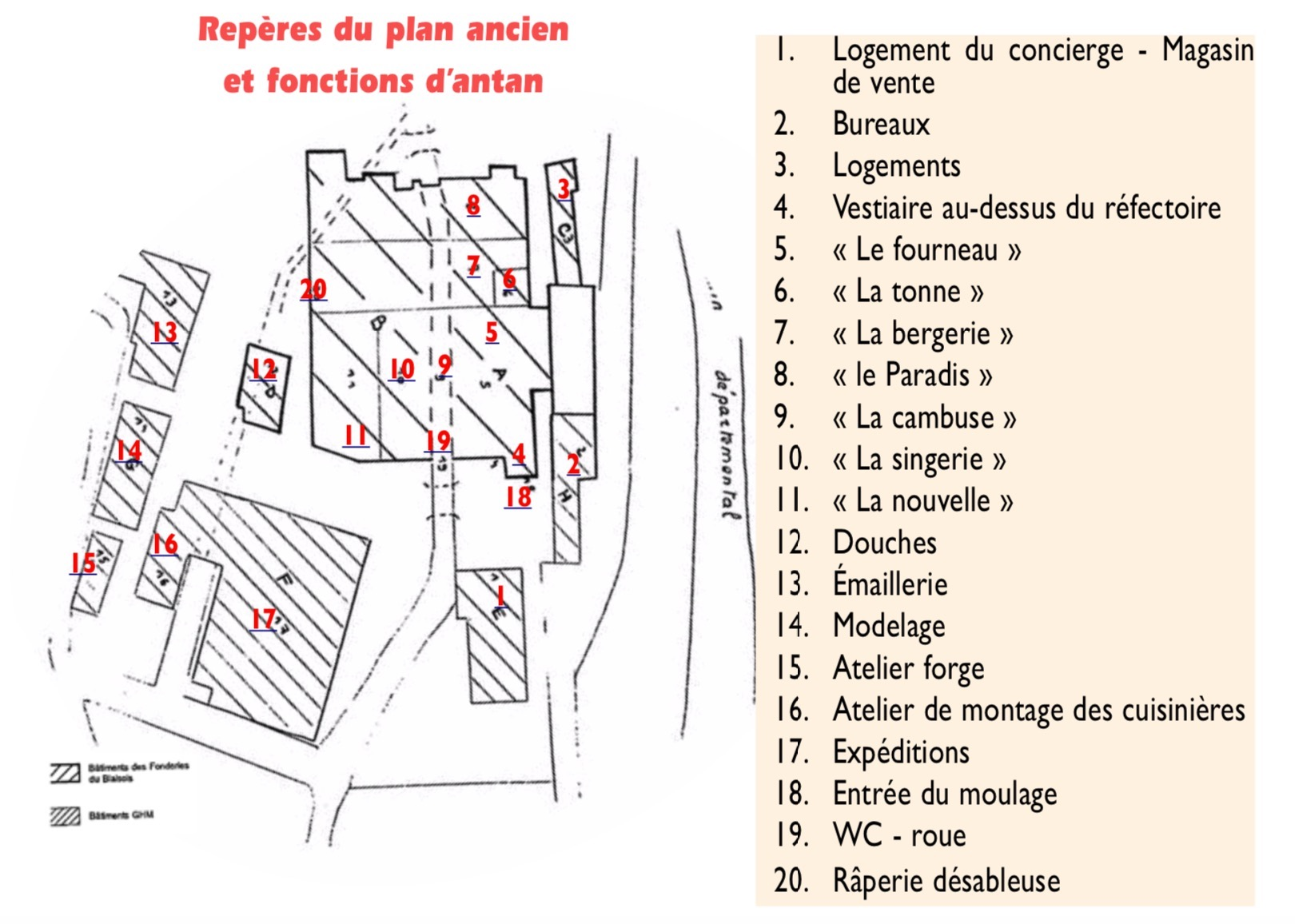
Plan de l'usine de Dommartin et repérage des fonctions productives

### Activité industrielle
Reconstruite avec un haut-fourneau en 1773 par Arnould François Cousin de Chatillon, on y produit déjà des objets liés aux arts du feu et des vases ornementaux. En 1820, Jean-Baptiste Le Bachellé la développe, construisant un second haut-fourneau à l’usine du bas. Il crée l’usine du haut en 1834 et dote les deux usines d’un wilkinson (ou cubilot).
L'usine est située sur la Blaise, qui était au XIXe siècle la rivière de France qui faisait mouvoir le plus grand nombre de forges. Entre Cirey-sur-Blaise et Éclaron, distants d’une trentaine de kilomètres, plus de 25 établissements : hauts-fourneaux, forges, bocards, patouillets, ateliers de transformation, étaient implantés dans 15 villages.
À partir de 1849, son fils Alexandre amplifie la fabrication de cuisinières et poêles émaillés et coule les modèles artistiques d’Ovide Martin (1860). Ferdinand et Charles de Chanlaire lui succèdent en 1890, puis Charles de Chanlaire et Charles de Magnienville en 1895, qui rachètent le brevet de la cuisinière Maillard en 1910 et enfin, entre 1963 et 1985, Charles-Étienne et François de Magnienville. Ils compensent l’effondrement du marché des cuisinières en réactivant le fonds de modèles artistiques de l’usine dont les produits sont vendus dans le magasin des Fontes d’art de Dommartin créé en 1980. Suivent deux repreneurs successifs jusqu’à la liquidation de l’usine en 1993.

### Après la fermeture
Dommartin-le-Franc comptait deux établissements : l’usine du haut, devenue Metallurgic park, centre d’interprétation de la métallurgie ancienne et contemporaine, et l’usine du bas devenue le Conservatoire des arts de la métallurgie.

## La halle de coulée

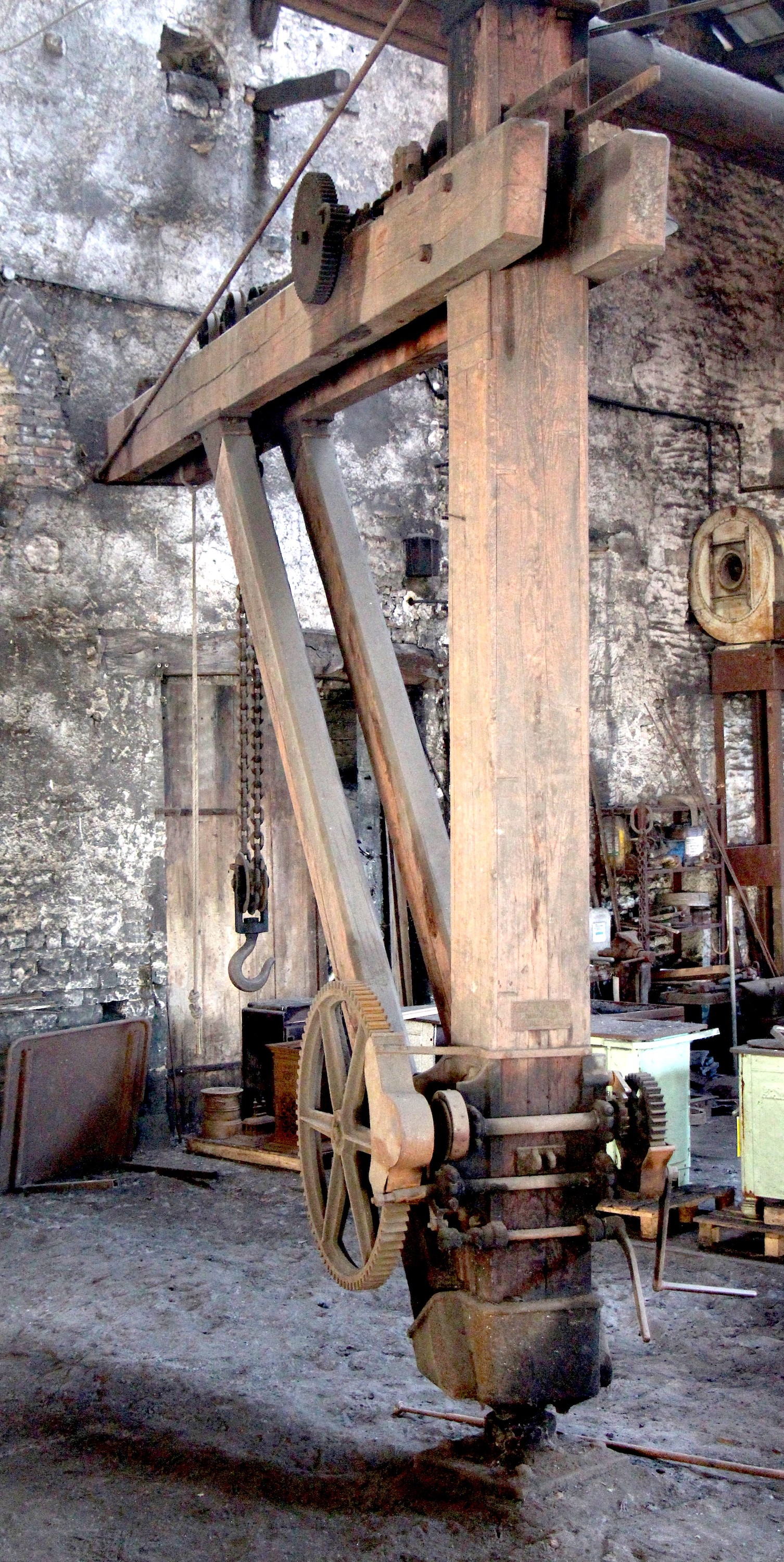
Grue-potence dans la halle de coulée

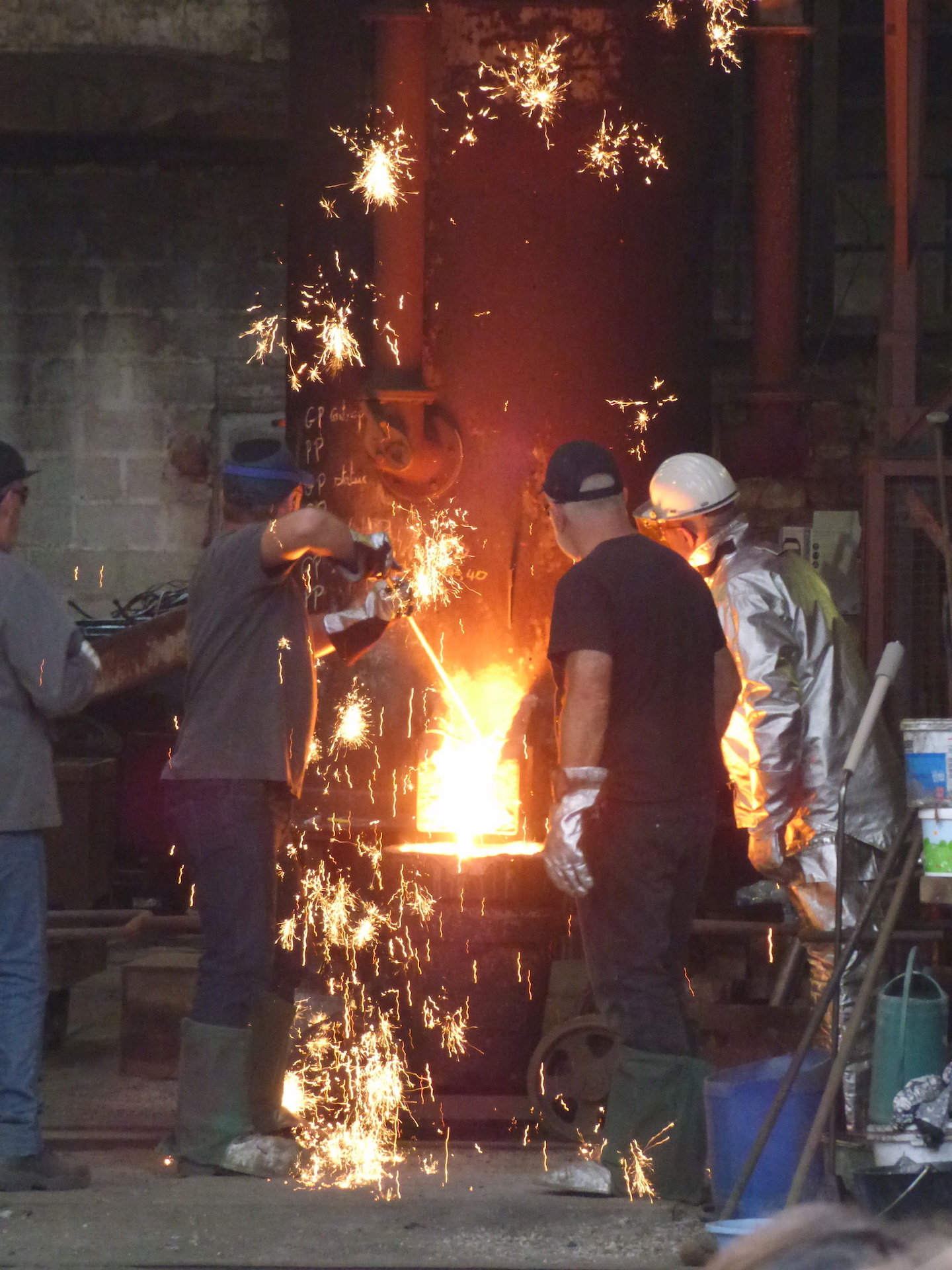
Coulée au cubilot avec les élèves du lycée Loritz et l'ASPM

Il ne reste rien de la forge du Moyen Âge mais la grande halle du XVIIIe siècle demeure le cœur d’une usine qui sera progressivement dotée d’une trentaine d’ateliers annexes. On y suit son évolution au fil des investissements réalisés durant les XIXe et XXe siècles.
Elle abrite les vestiges du haut-fourneau de 1773 éteint en 1885, une grue-potence du milieu du XIXe siècle, deux grands cubilots installés en 1968 ainsi qu’une unité de production datant des années 1950, donnée par les lycées Henri-Loritz de Nancy et Blaise-Pascal de Saint-Dizier : cubilot, skip de chargement, malaxeur à sable, convoyeur à moules, tables de moulage sont utilisés une fois par an depuis 1998 par les élèves de Loritz.

## La forge d'Émile

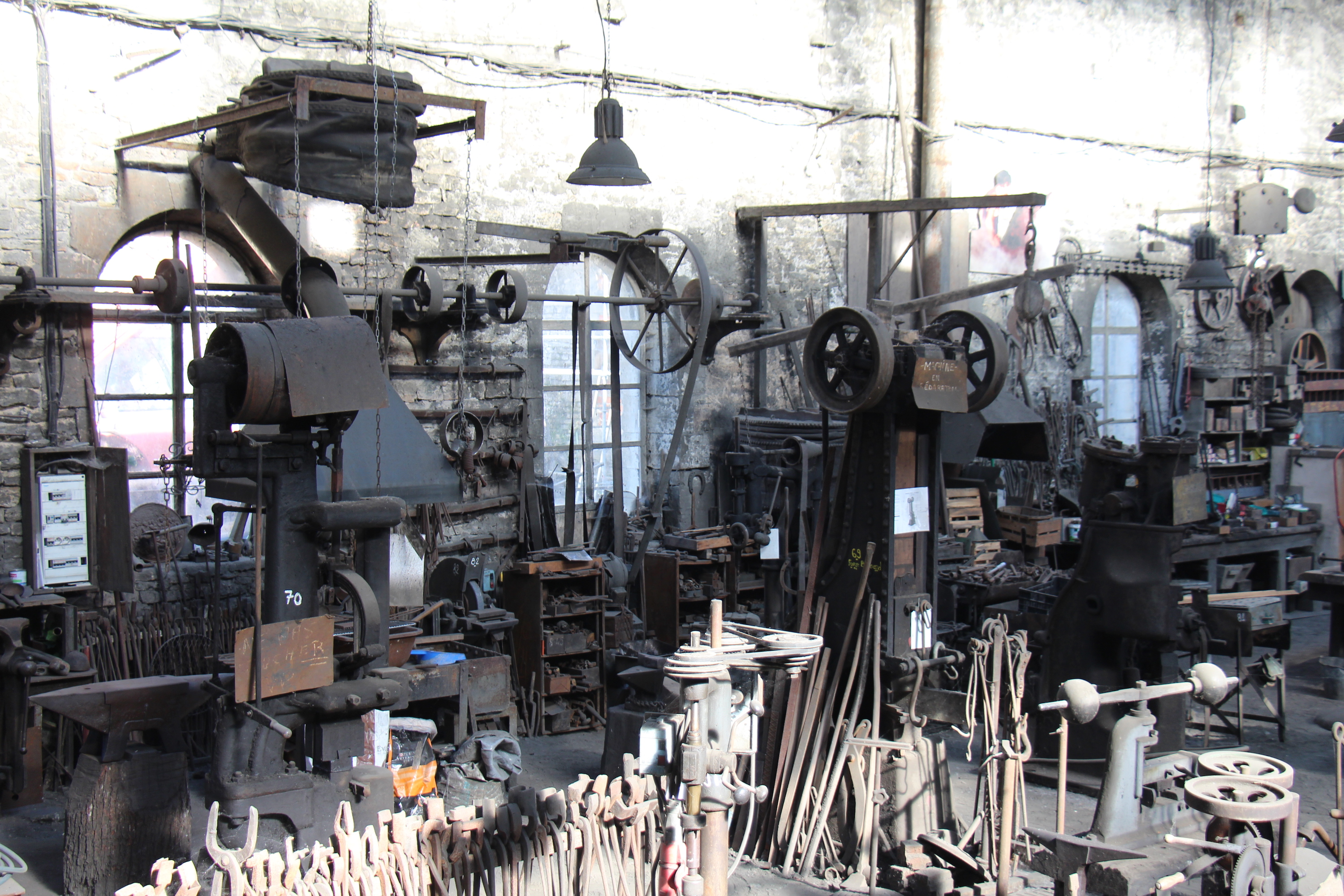

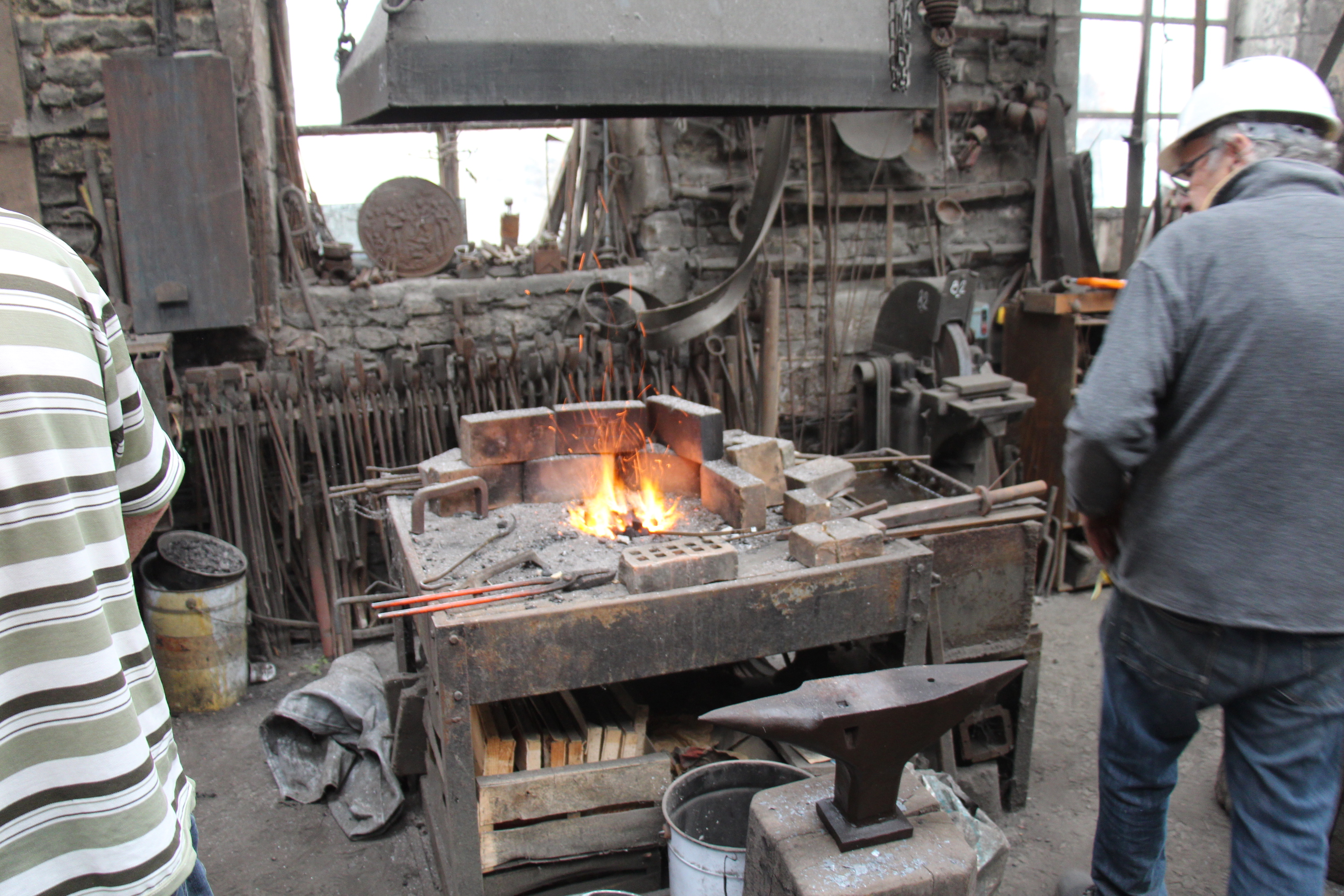

La halle de coulée abrite une forge ancienne telle qu’il en existait une dans l’usine. Elle comporte un équipement complet provenant de dons, particulièrement celui de Maurice Bernard, forgeron à Eurville qui a offert l’intégralité de sa forge baptisée du prénom de son grand-père, premier forgeron de la famille.
Outre les différents foyers dotés de soufflets, des multiples pinces et des outillages, l’atelier est composé d’une vingtaine de machines permettant de former le métal par martelage, matriçage, étirage, cintrage, calibrage, découpage. Pratiquement tous en état de marche, les marteaux-pilons, martinets, enclumes, meules et autres machines sont actionnés manuellement, par un volant, des courroies reliées à un axe aérien ou ont été électrifiés.

## La presse Ronot
La machine la plus emblématique est une presse d’emboutissage, haute de 8 mètres et d’une puissance de travail de 2000 tonnes qui a fonctionné dans l’entreprise bragarde Ronot de 1931 à 2014. Construite par Delattre et Frouard à  Dammarie-les-Lys, fleuron de la machine-outil désormais unique. Ses 150 tonnes ont été démontées en 15 jours à l’aide de grues, transportées par semi-remorques et remontées en 15 jours près de l'entrée de l'usine. Son sauvetage et son remontage ont mobilisé plus de 100 donateurs.

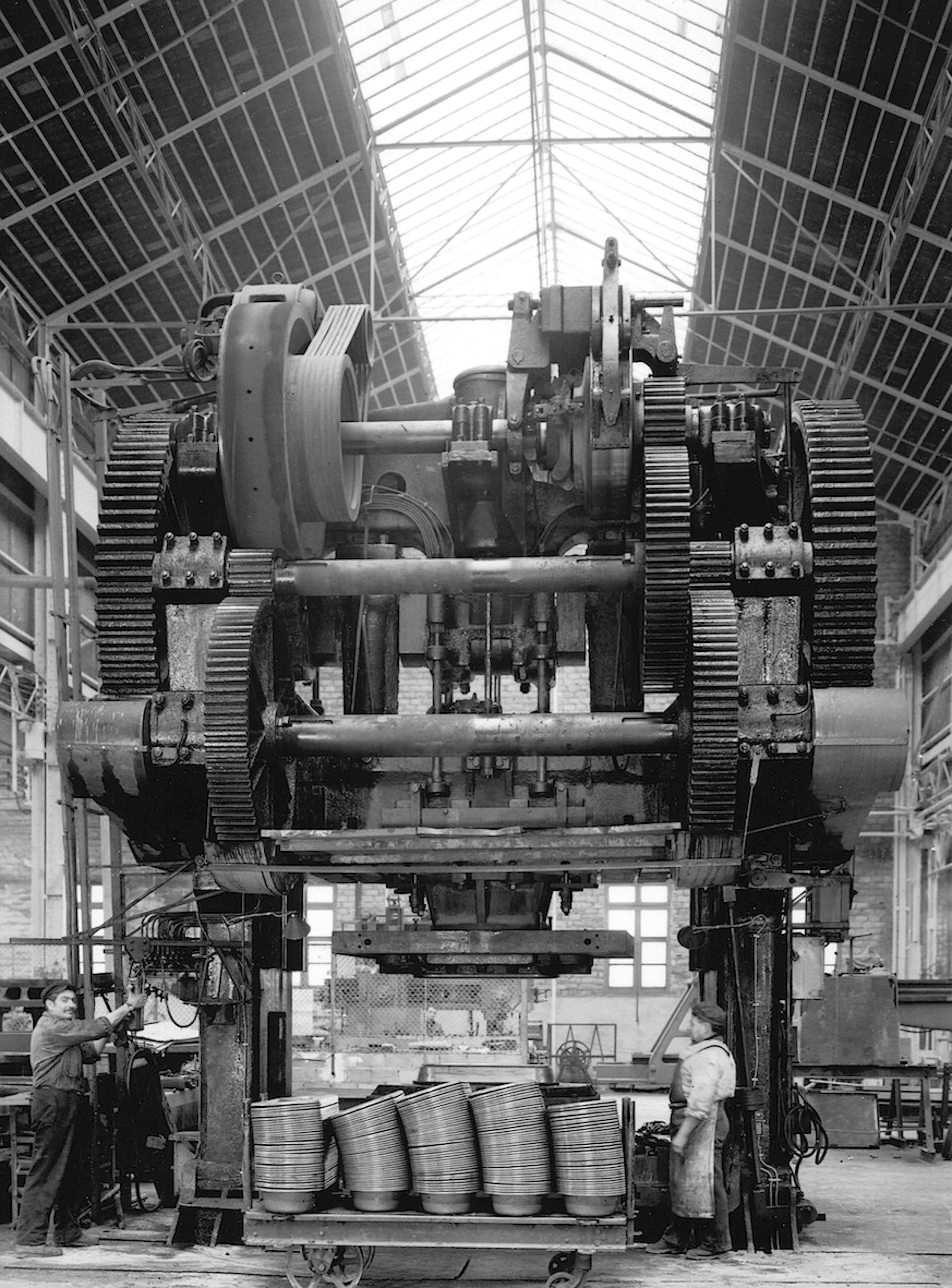
La presse fabriquait alors des abreuvoirs pour le bétail

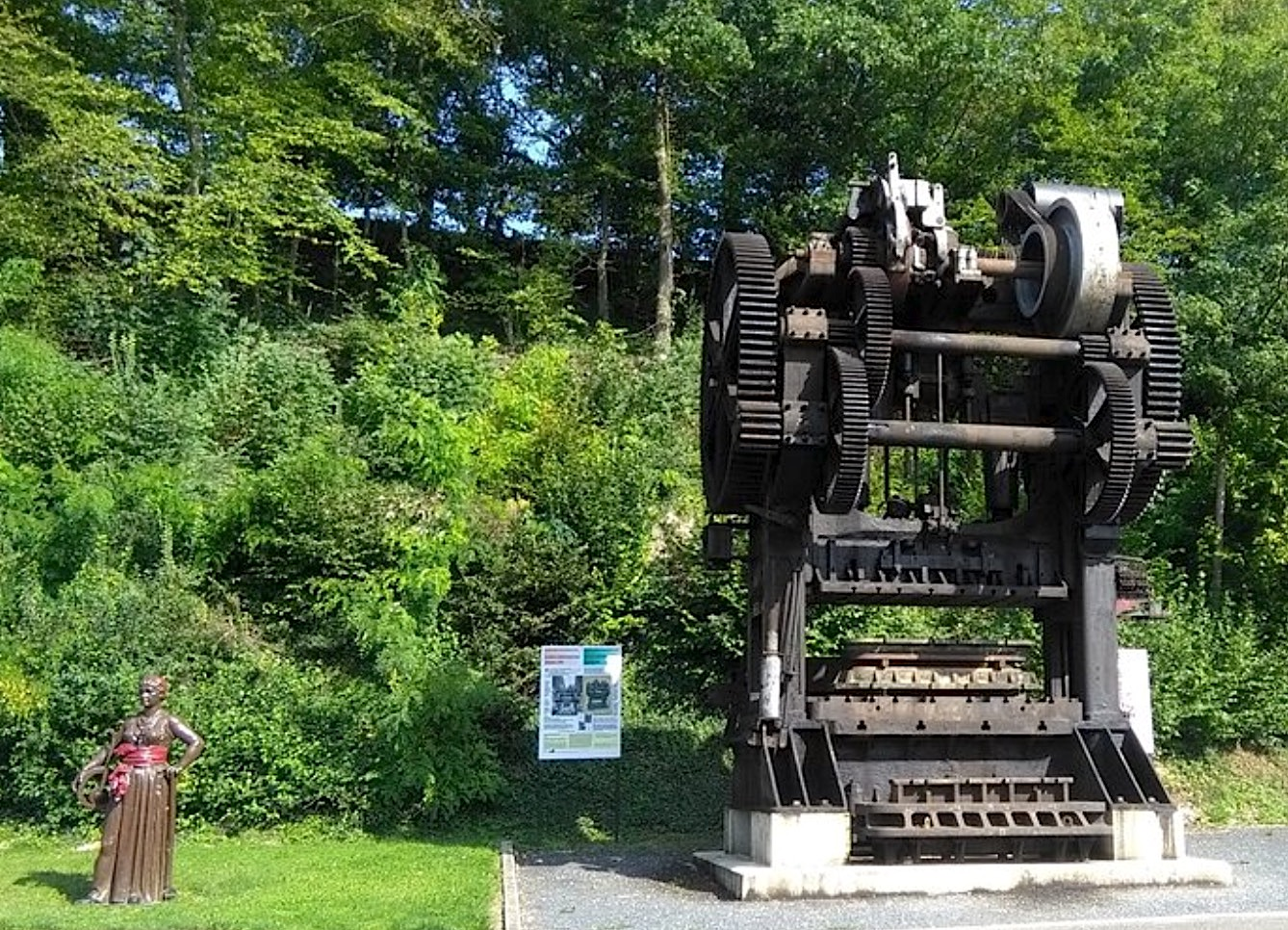
La presse Ronot remontée et exposée - à gauche, l'allégorie de l'industrie, fonte d'art

## L'émaillerie

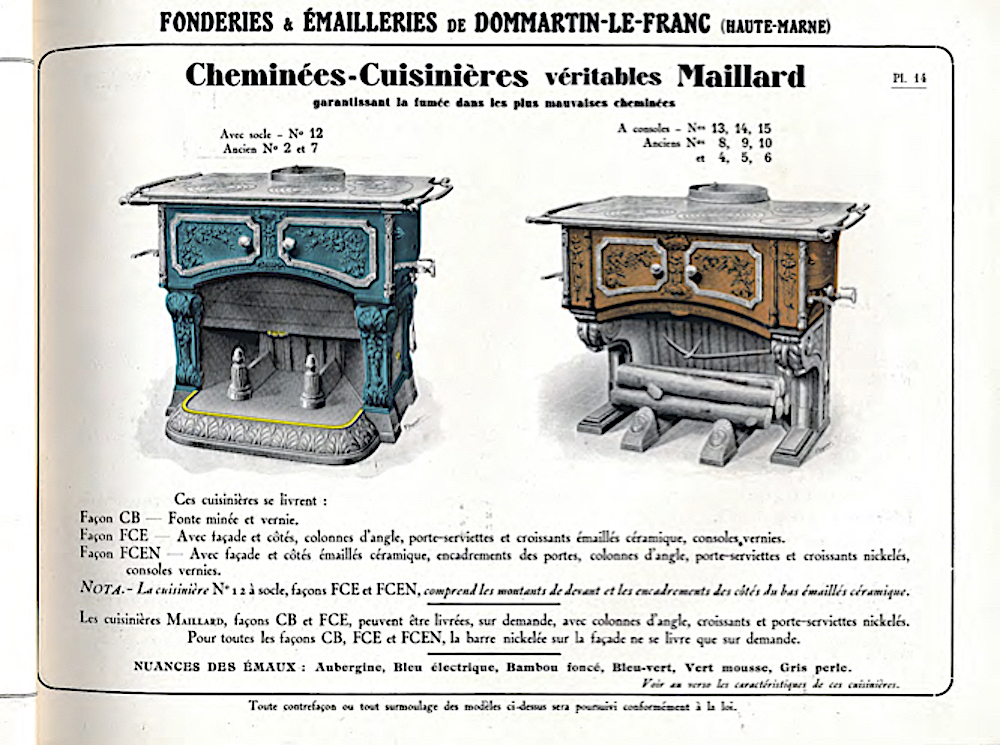

À Dommartin, l’émail était composé de matières minérales siliceuses mélangées à des oxydes de potasse,  soude, et métalliques (pour la coloration). La poudre était tamisée sur des pièces (chauffées à 850/1000 °C). Après une première couche blanche, l’opération était renouvelée deux fois avec de l’émail pigmenté. L’émaillage recouvre une surface d’un vernis vitreux de façon inaltérable. Les motifs fins étaient réservés au pinceau des femmes.

## L’usine, une communauté
Les entretiens avec les anciens ouvriers ont permis de recueillir de nombreux souvenirs.
Une vidéo "La dernière coulée" enregistre une des dernières séances de production de fonte moulée .
Chaque atelier de la fonderie était rebaptisé par les ouvriers avec un humour particulier, celui d’une communauté ouvrière issue de la vallée de la Blaise, soudée par un destin collectif : l’usine.
Il y avait la Singerie parce qu’« il y avait des gens bizarres là-dedans! », la Bergerie (1954) « il y avait des agneaux là-dedans, soi-disant... », le Paradis (1960) « le Paradis, c’était l’arrivée des machines, mais je ne sais pas s’il existait, le Paradis ! ». la Tonne (voûtée et exiguë comme une citerne), la Cambuse, la Nouvelle (1933 - aujourd’hui le Paradis du Conservatoire des Arts de la Métallurgie)....
Les ouvriers n’échappaient pas à ce rite du surnom : les cubilotiers étaient des croque-morts, les mouleurs, fort nombreux, des gueules noires. Ils s’interpellaient avec des sobriquets souvent transmis de père en fils, inspirés par leur physique : le Négus, Gros-papa, le Chicot, Potiron ; leur caractère : le Cabot, Buldo, la Fouine ; leur origine : le Calabrais, le Maquin, Ramonette. L’amateur de pêche est devenu bambou et ceux qui levaient bien le coude, Robicot, Coq au vin. D’autres, plus obscurs illustrent ce goût partagé de la dérision farceuse : Papa-framboise, la Gambille, le Rouchon, la Mugeotte, Camoineau.
Les femmes des ouvriers qui parfois venaient aider leur mari pour faire les noyaux ou peaufiner les motifs des cuisinières émaillées n’étaient pas épargnées : la Cerise (épouse du Négus), la Bique (sœur de la Cerise), la Poule d’eau (épouse du Coq au vin), la Coccinelle...
À la saison de la pêche, des moissons, des vendanges ou de la chasse, le personnel réaménageait ses horaires de façon assez libre. Chacun étant payé aux pièces, le travail était fait.

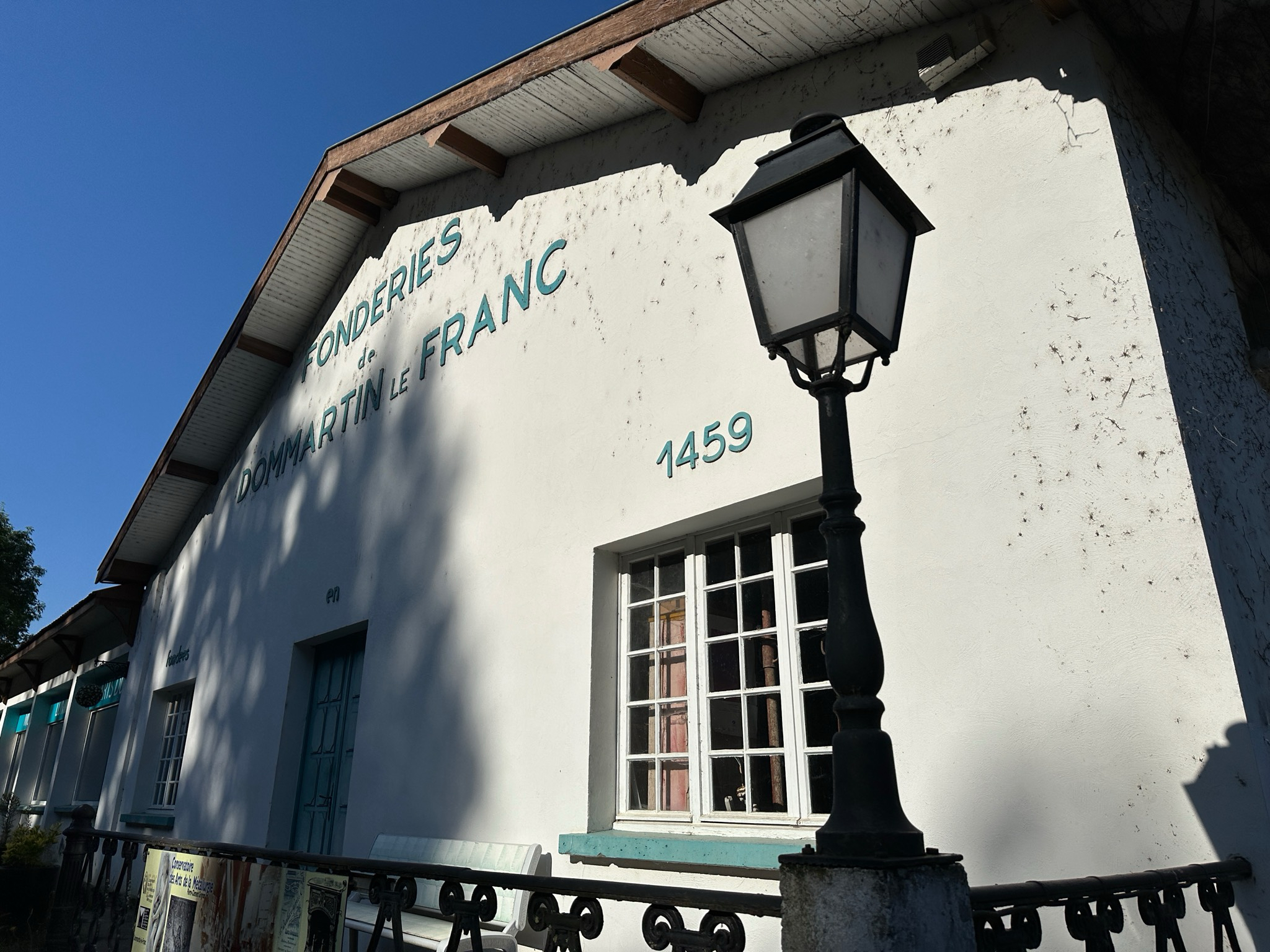
Vue extérieure de la fonderie de Dommartin-le-Franc